# Rádio Planalto de Araguari
Rádio Planalto  é uma emissora de rádio brasileira sediada na cidade de Araguari, no Triângulo Mineiro,no Estado de Minas Gerais. Opera no dial AM, na frequência 1110 kHz. Fundada no ano de 1960, por Benito Felice  e pertencendo ao ex-deputado de Araguari Raul Décio de Belém Miguel
Atualmente a rádio dedica-se ao entretenimento, jornalismo e à cobertura esportiva, com direção de Maria Belém.
Teve a reportagem de  Richard Ribeiro, em destaque no site Memória das Olímpiádas do Ministério da Cultura na passagem da Tocha Olímpica, em Araguari   

## Jornalistas e Radialistas da Rádio Planalto
- Carlos Alves
- Carlos Machado
- Cris Brasil
- Limírio Martins
- Luiz Humberto
- Pedro Felipe
- Richard Ribeiro
- Ronaldo Brasileiro
- Maria Belém
- Valdir Brasileiro

|  | Caro(a) usuário(a): por favor, não edite essa sessão de Jornalistas e Radialistas sem comprovação. Boas edições. |

## Ligações Externas
- Sítio oficial
- Rádio Planalto de Araguari no Facebook